# Toró Tibor
Toró Tibor (Énlaka, 1931. július 16. – Temesvár, 2010. október 17.) romániai magyar fizikus, a Magyar Tudományos Akadémia külső tagja. A részecskék közötti alapvető kölcsönhatások geometriai leképezésével, a mértéktérelmélet különböző kérdéseivel foglalkozott. Magyar nyelven elsőként foglalta össze monografikusan a neutrínók kvantumdinamikai sajátosságait. Jelentős tudománytörténeti eredményei közé tartozik Bolyai János életművének és tudományos eredményeinek elhelyezése az egyetemes fizikatörténet kontextusában. Toró T. Tibor (1957) romániai magyar fizikus, politikus apja.

## Életútja
A székelyudvarhelyi református kollégiumot végezte el, majd 1950 és 1953 között a Temesvári Egyetem matematika–fizika szakának hallgatója volt. Diplomája és tanári oklevele átvételét követően a tanintézetben kapott állást és a matematika–fizikai, 1962 után a Temesvári Nyugati Tudományegyetem fizikai karán végzett oktatómunkát tanársegédként, adjunktusként, majd docensként. 1993 és 1998 között az egyetem elméleti fizikai intézetének tanszékvezető professzora volt. Ezzel párhuzamosan, 1992 és 2007 között vendégtanárként, azt követően haláláig címzetes egyetemi tanárként oktatott a szegedi József Attila Tudományegyetem (2000 után Szegedi Tudományegyetem) fizikai tanszékén is. Pályája során több más magyarországi egyetemen és kutatóintézetben is megfordult vendégelőadóként (debreceni, miskolci, soproni és győri egyetemek, a debreceni Atommagkutató Intézet, MTA Debreceni Akadémiai Bizottság stb.).

## Munkássága
Fő kutatási területe az elméleti részecskefizika volt, ezen belül behatóan foglalkozott az elemi részecskék között fellépő alapvető kölcsönhatások egyesített elméletével és geometrizálásával, azaz a fizikai tér geometriai megalapozásával. A gravitáció mértékelméletét vizsgálva tanulmányozta a Yang–Mills-típusú (nem abeli) mértékterek nem lokális általánosítási lehetőségeit, a spinorerőterek és a gravitáció nem lokális kölcsönhatásait. A többek között Bernhard Riemann, Élie Cartan, Hermann Weyl, Paul Finsler és Radu Murgescu munkásságához köthető nemeuklideszi, posztriemanni terekben vizsgálta a spinorerőterek elméletét, valamint Utijama Rjóju és Tom Kibble nyomán ezek összefüggéseit a gravitáció mértékelméletével. Az általa elért tudományos eredmények egy részét az 1960-as években a Nobel-díjas fizikus, Louis de Broglie mutatta be a nemzetközi tudományosságnak a Francia Akadémia értesítője, a Comptes rendus de l’Académie des sciences lapjain. Ugyancsak behatóan tanulmányozta az elemi részecskék, különösen a neutrínók asztrofizikai és kozmológiai vonatkozásait, nevéhez fűződik az első magyar nyelvű neutrínómonográfia megírása.
Előszeretettel foglalkozott tudományfilozófiával és tudománytörténettel, különösen a fizikatudomány és a fizikai Nobel-díj 20. századi múltjával. Kiemelkedő jelentőségűek Bolyai János életművével kapcsolatos kutatásai. Vizsgálta és tovább árnyalta a nagy erdélyi tudós munkásságának helyét és szerepét a magyar és az egyetemes fizikatörténetben. Rámutatott, hogy – noha Bolyai tanulmánya kéziratban maradt – Albert Einsteint jóval megelőzve felvetette a fizika geometrizálásának alaptézisét, ezzel a geometriai dinamika előfutárának tekinthető (akadémiai székfoglalóját is e témakörben tartotta meg 1993-ban Bolyai János és az alapvető fizikai kölcsönhatások geometrizálása címmel). Bolyai további érdemeként fogalmazta meg, hogy megvetette az atomelmélet kidolgozásában nagy jelentőségű, korszerű korrespondenciaelv alapjait, továbbá demonstrálta, hogy a nemeuklideszi térelméletben kidolgozott Bolyai-paraméter és más univerzális konstansok segítségével hogyan osztályozhatóak a fizika nagy elméletei. Torónak nagy szerepe volt Bolyai János emlékének ápolásában is, nevéhez fűződik a temesvári Bolyai-emlékmű (1993) és a temesvári egyetemen felállított Bolyai-szobor (1998, Vetró Artúr) felállításának megszervezése, továbbá előadásokkal, szervezőmunkával tevékeny részese volt a 2002-es bicentenáriumi Bolyai-emlékévnek. Többek között 2000-től az ő szorgalmazására osztják ki újra a Magyar Tudományos Akadémia Bolyai János nemzetközi matematikai díját. Mindezek mellett sajtó alá rendezte és utószóval látta el Bay Zoltán A holdvisszhangtól az új méterig című tanulmánykötetét (1985), valamint egy román nyelvű természettudományos antológiát.
Nyitott, újszerű szemléletű tudós és pedagógus volt, a temesvári egyetem tanáraként nagy hangsúlyt helyezett a 20. századi nagy fizikai elméletek – relativitáselmélet, kvantummechanika, szubatomikus fizika stb. –, valamint az újonnan született interdiszciplináris kutatások – szubnukleáris asztrofizika, kozmológia, antianyag-fizika stb. – széles körű megismertetésére, s a világon az elsők között tette egyetemi kurzusok tárgyává a földön kívüli értelem kutatásának kérdéskörét.
Pályája során hazai és külföldi folyóiratokban mintegy százötven szaktanulmánya jelent meg a magyaron és a románon kívül angol, francia, német, szerb és horvát nyelven. Hazájában rendszeresen publikált a Revue Roumaine de Physique, a Studii și Cercetări de Fizică, a Revue Roumaine de Mathématiques Pures et Appliquées, a Studii și Cercetări de Matematică, a Studii și Cercetări de Geofizică, a Progrese în Știință, az Anuarul Observatorului Astronomic al Academiei RSR, a Revistă de Fizică și Chimie, a Revista Învățământului Superior, a Noesis című szaklapokban, valamint a temesvári és a jászvásári egyetemek szakfolyóirataiban (Analele Universității Timișoara – Seria Matematică-Fizică și Seria Fizică-Chimie, Analele Științifice ale Universității Iași – Fizică). Gyakran publikált a magyar nyelvű A Hét, Korunk, Korunk Évkönyvek, Utunk, valamint a magyarországi Magyar Tudomány, Természet Világa, Élet és Tudomány folyóiratokban.

### Társasági tagságai és elismerései
Hazájában tagja volt a Román Akadémia Tudománytörténeti és Tudományfilozófiai Bizottságának, 1990 után a bizottság temesvári fiókjának alelnöki tisztét töltötte be, és állandó előadóként, gyakorta szervezőként közreműködött a bizottsági rendezvények előkészítésében és lebonyolításában. 1991-től vett részt a Román Akadémia csillagászati bizottságának munkájában, 1993-tól 1996-ig töltötte be a Román Gravitációs Társaság alelnöki tisztét. 1993-tól elnökségi tagja volt a berni Európai Protestáns Magyar Szabadegyetem elnökségének. Állandó fizikus előadója, 1994 után tiszteletbeli elnöke volt a Bolyai Akadémiának, 1997 után a Magyarok Világszövetségének választmányi ügyvivője, 2000-től a Sapientia Alapítvány kuratóriumának tagja volt. Anyaországi elismertségét jelzi, hogy 1991-ben az Eötvös Loránd Fizikai Társulat tiszteletbeli, 1993-ban a Magyar Tudományos Akadémia külső tagjává választották. Mindezek mellett tagja volt több nemzetközi szaktudományos társaságnak, így az Európai Fizikai Társaságnak (EPS), a Nemzetközi Általános Relativitáselméleti és Gravitációs Társaságnak (ISGRG), 1991 után pedig a Nemzetközi Csillagászati Unió (IAU) földön kívüli életformákkal foglalkozó 51-es szakbizottságának. 2008-ban a csíkszeredai székhelyű Kriterion Alapítvány Kriterion-koszorúval ismerte el kimagasló erdélyi szellemi teljesítményét.

### Főbb művei
- On a four-component spinorial ecuation for neutrino in the presence of gravitation in the case of nonlocal spin connection. Bologna: (kiadó nélkül). 1964.
- Sur une extension non-local du formalism de Utiyama. Paris: (kiadó nélkül). 1966.
- Sur le Champ de Yang-Mills. Paris: (kiadó nélkül). 1966.
- Neutrinul și rolul lui în fizică, astronomie și cosmologie. [A neutrínó és fizikai, asztronómiai és kozmológiai szerepe]. Buchurești: (kiadó nélkül). 1969.
- Sur la transformation jauge de Utiyama. Paris: (kiadó nélkül). 1970.
- Fizică modernă și filosofie. [A modern fizika és a filozófia]. Timișoara: (kiadó nélkül). 1973.
- A semmiből egy új világot teremtettem. Temesvár: Facla. 1974.   (Neumann Máriával és Salló Ervinnel)
- A neutrínó. Budapest: Gondolat. 1976.
- Kvantumfizika, művészet, filozófia: Tudományos esszék, tanulmányok. Bukarest: Kriterion. 1982.
- Kozmikus társkeresés. Vál. Toró Tibor. Bukarest: Kriterion. 1983.
- Bolyai János és az alapvető fizikai erők geometrizálása. Szeged: (kiadó nélkül). 1996.